# Schizosmittina melanobater
Schizosmittina melanobater är en mossdjursart som beskrevs av Gordon 1989. Schizosmittina melanobater ingår i släktet Schizosmittina och familjen Bitectiporidae. Inga underarter finns listade i Catalogue of Life.